# Кармен Касс
Кармен Касс (англ. Carmen Kass; нар. 14 вересня 1978) — естонська модель, акторка, шахістка, підприємиця і колишня політична кандидатка. Працювала моделлю для таких брендів, як Versace, Yves Saint Laurent, Gucci, Valentino, Chanel, Calvin Klein, Ralph Lauren, Christian Dior, Céline, і протягом 10 років поспіль Michael Kors. Американське видання Vogue оголосило її та Жизель Бюндхен двома супермоделями епохи в січні 2000 року.
Крім модельного бізнесу, Касс балотувалась до Європарламенту в 2004 році і очолювала Естонську шахову федерацію у 2004-2011 рр.

## Раннє життя
Кармен Касс народилась в Таллінні, виросла у селі Мяо, недалеко від Пайде, округ Ярва. Кармен, її старшу сестру Вікторію та старшого брата Катті виховувала їх мати Койду Подер. Її батько, Віктор Касс, викладач шахів у Полві.

## Кар'єра

### Моделінг
Коли Кармен було 14 років, її виявив у супермаркеті модельний агент із Мілана. Перша її діяльність у світі моделей була невдалою, і Касс через короткий час покинула Мілан.
У 18 років Касс переїхала до Парижа. Незабаром вона дебютувала, з’явившись на обкладинках американського, французького, британського та італійського Vogue, австралійської Elle, UK Image, мадам Фігаро та французького Нумеро. Першою обкладинкою Vogue для Касс став французький Vogue у листопаді 1997 року.
Її кар’єру розпочала Анна Вінтур. До 1999 року Касс представляла численних і найкращих дизайнерів, таких як Марк Джейкобс, Майкл Корс, Келвін Кляйн, Ральф Лорен, Донна Каран та Dolce & Gabbana; позувала в рекламі для дизайнерів і брендів, таких як Calvin Klein, Chanel, Gucci, Donna Karan, Dsquared2, Versace, Givenchy, Fendi, Max Mara, Valentino, Ralph Lauren, Narciso Rodriguez і навіть General Motors. Вона також виступала в рекламній кампанії з деніму Gap і була представницею косметики Revlon Sephora та парфумів Christian Dior J'adore. Тільки в 2007 році Касс замовили 10 кампаній із відомими дизайнерами для колекцій весна / літо. З 2007 року вона стала моделлю та речницею Max Factor.
Кармен Касс була музою Майкла Корса і обличчям бренду протягом 10 років поспіль. На сьогодні Касс є представницею парфумів Narciso Rodriguez For Her та кількох його видань протягом 17 років поспіль.
Касс була визнана «Моделлю року» на 2000 VH1 / Vogue Fashion Awards. У 2002 році її вважали другою найбільш високооплачуваною моделлю у світі. Вона добре відома своїм самобутнім дефілюванням в індустрії моди. Попри зріст, у неї порівняно малий розмір ноги (приблизно американський 7).
Кармен Касс відкрила та закрила Victoria's Secret Fashion Show у 1999 році, а також виступила за бренд у 2000, 2002, 2003 та 2008.
Її вважають однією з моделей, яка закінчила епоху героїнового шику разом з Жизель Бюндхен.

### Акторство
Проживаючи в Нью-Йорку, Кармен Касс відвідувала Інститут Лі Страсберга. У 2004 році Касс виконала головну жіночу роль в естонському фільмі «Täna öösel me ei maga» («Ми не спатимемо сьогодні ввечері»). Вона також мала епізодичне камео у фільмі Zoolander, де зіграла себе, відкриваючи показ мод у Дерелікте.

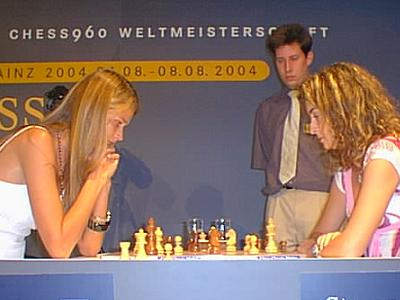
Кармен Касс (ліворуч) брала участь у Mainz Chess Classic 2004 року

### Політика
У лютому 2004 року Кармен Касс приєдналася до правлячої в Естонії партії Res Publica. Касс балотувалася до Європейського парламенту після вступу її батьківщини до Європейського Союзу в травні 2004 р. Вона набрала 2315 голосів від естонського електорату, але не була обрана до Європарламенту.

### Шахи
Кармен Касс є шахісткою. Вона була обрана очільницею Естонської федерації шахів 8 років поспіль, і в даний час вона є радницею. Вона проводила кампанію для проведення в Таллінні шахової Олімпіади 2008 року; однак замість цього було обрано Дрезден, Німеччина. 

### Бізнес
Кармен Касс є частковою власницею своєї материнської агенції Baltic Models. В Естонії Касс володіє деякими приватними компаніями, включаючи дві компанії з нерухомості.

## Особисте життя
З 2004 по 2014 рік Касс мала стосунки з Еріком Лоброном, німецьким гросмейстером шахів.
Вона вільно говорить естонською та англійською мовами, розмовляє російською та італійською.
Її племінник, Антоніо Себастьян Касс, також модель і музикант.